# Esferodactilídeos
Esferodactilídeos (Sphaerodactylidae) são uma família de répteis escamados pertencentes à subordem Scleroglossa.
Inclui vinte e dois gêneros:
- Aristelliger Cope, 1861
- Chatogekko Gamble, Daza, Colli, Vitt & Bauer, 2011
- Coleodactylus Parker, 1926
- Euleptes Fitzinger, 1843
- Gonatodes Fitzinger, 1843
- Lepidoblepharis Peracca, 1897
- Pristurus Rüppell, 1835
- Pseudogonatodes Ruthven, 1915
- Quedenfeldtia Boettger, 1883
- Saurodactylus Fitzinger, 1843
- Sphaerodactylus Wagler, 1830
- Teratoscincus Strauch, 1863